# Супереко, Олег Николаевич
Олег Николаевич Супереко (род. 11 января 1974, Москва) — российский художник, живописец живущий и работающий в Италии.

## Биография
Родился 11 января 1974 года в Москве. Окончил Московское государственное академическое художественное училище памяти 1905 года, Российскую академию живописи, ваяния и зодчества Ильи Глазунова, мастерскую исторической живописи. Руководитель Глазунов И.И., дипломная работа « Буря. Апостолы в лодке». Окончил в 1999 году. Благодаря стипендии, в том же году он побывал в Италии, где он поступил в Академию изящных искусств в Венеции, а затем в 2004 году он получил диплом с отличием. В настоящее время известен как художник, который вдохновляется, используя в современной технике, старый метод, который не используется с восемнадцатого века, для покраски больших поверхностей по сырой фреске . Ещё в детстве он любил классическое искусство: особенно поражали лики с икон и мастера итальянского Возрождения (Микеланджело и Рафаэль).
С 2019 года является Почётным членом Российской академии художеств

## Работы и выставки
Его работы вдохновлены классическим реализмом и символизмом, что предполагает синтез восточных и западных традиций. Его излюбленные сюжеты сцены священного писания, портреты и пейзажи России и Италии, чаще всего Венеции. Художник провёл множество персональных и групповых выставок в Италии и России, регулярно публикуется в каталогах и журналах о современном искусстве. Первая персональная выставка в Италии прошла в 2000 году. Его учитель профессор Маурицио Мартелли принимает у Олега новые фрески в часовне в Болгери. Он также расписывает два алтаря для церкви Святой Елены. Художник участвует в следующих выставках: «Молодые художники священной марки» Музей Ставрос Сан-Габриэль (2004), «Приходи Adoremus» и я, и IV. Художники Римской Церкви (2004—2007), 51 Венецианская биеннале павильон архиепископа (2005). Его работа «Триптих Perfect Man» была представлена в Риме в музей Каноника. Первая монография была опубликована при финансовой поддержке принц Себастьян Фон Фурштенберг, его покровителя.

## Купол Святого Николая в Ното

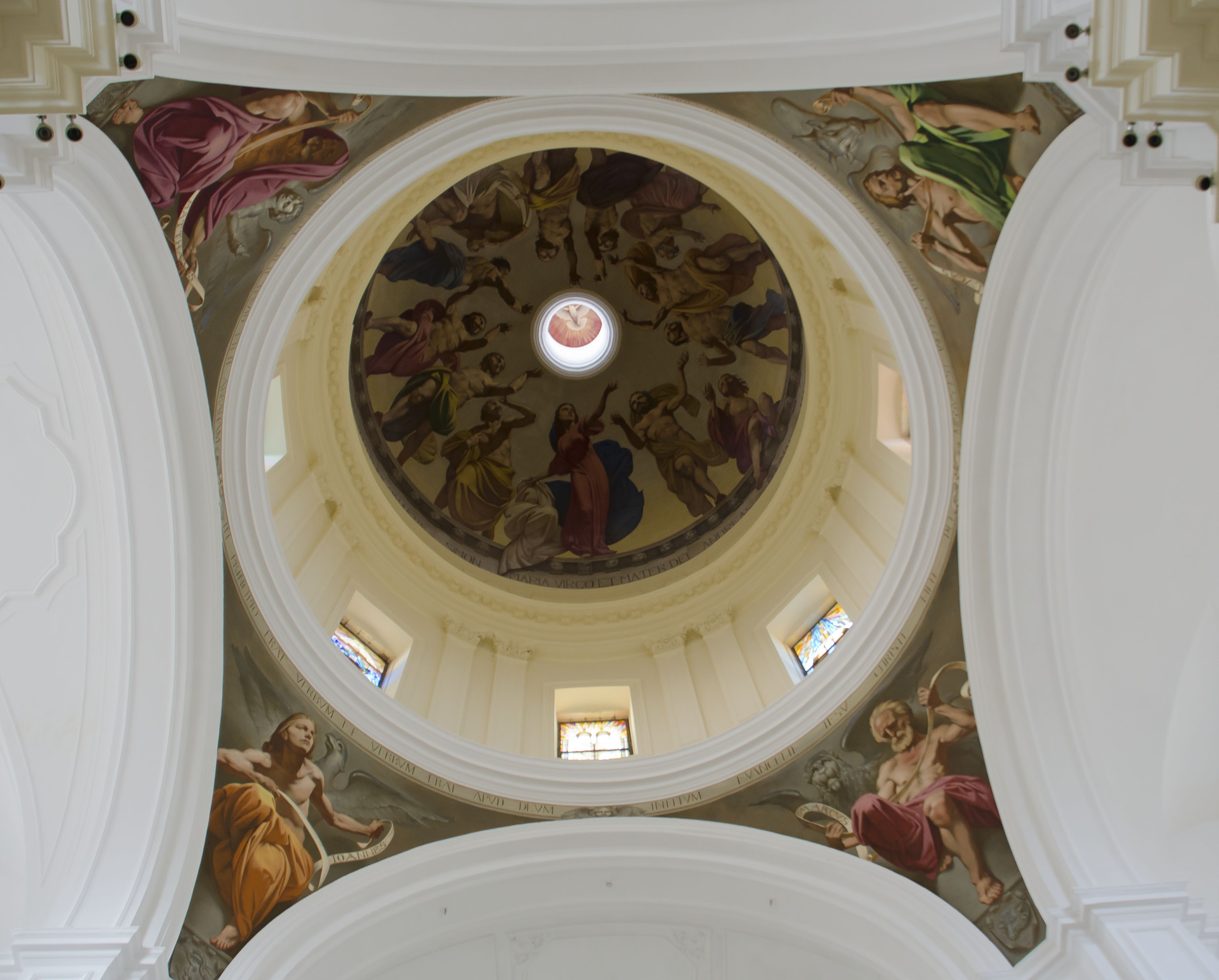
Фреска купола в соборе Святого Николая в Ното

В 2007 году по предложению епископа Карла Чениса, Чивитавеккья Тарквиния (секретарь Папской комиссии по культурному наследию Церкви и член Папской комиссии по Священной археологии) Олегу поручено выполнять фресковую роспись реконструированного купола собора Ното, которая была разрушена 13 марта 1996 года, после землетрясения Сент-Люсии в 1990 году.